# 大阪市交通局1501形電車
大阪市交通局1501形電車（おおさかしこうつうきょく1501がたでんしゃ）は、かつて大阪市交通局が保有していた路面電車車両で、当初は1925年に製造された1501形と1926年に製造された1531形の2タイプに分けられていた。大阪市電初の足回りも含めて純国産で製造された車両である。

## 概要
1501形は1081形に続く3扉大型ボギー車として、1925年8～12月に日本車輌製造で10両、田中車両で20両の合計30両が製造され、続いて1531形が翌1926年3月に川崎造船所で50両が製造された。
1501,1531形の基本設計はほぼ同一で、車体こそ木造であったものの骨組に鋼材を用いて車体構造の強化を図った。窓配置は、どちらの形式ともD6D6Dの一段下降窓となっているほか、前面窓も同じく3枚窓で、正面右側窓上に行先方向幕を、その下に系統幕（左側）及び表示用の小窓（右側、所属車庫の頭文字を表示したこともある）を設けているところも同じである。また、前面・側面窓とも1081形にあった飾り窓がなくなったことで、すっきりとした見つけになった。この前面・側面のデザインは1928年に登場した1601形が継承した。屋根も1081形のような段つきのシングルルーフではなく、完全なシングルルーフとなっており、こちらでもすっきりとした印象を与えた。なお、屋根は1501形のほうが1531形に比べるとわずかに浅く、外見上の数少ない相違点が現れている。ベンチレーターは1081形の独特のおわん型のベンチレーターとは異なり、ガーランド式ベンチレーターを取り付けていた。
1501,1531形の特筆すべき点として、台車やモーターなどの足回り品に国産製品を使用したことである。台車は1081形1246 - 1250が装着したテーラー・エレクトリック・トラック社 (Tailor electric truck Co.)製軸ばね式台車のテーラーRHを模倣した住友金属工業製のKS-45L鋳鋼製台車を採用したが、この台車の実績をもとに改良されたのが、後に路面電車の傑作台車として名高い「大阪市電形台車」であった。モーターは定格出力30kWの三菱電機MB-81-Lを2基搭載し、制御器も同じく三菱電機製のKR-8を装備した。
同時期の京阪神3都市の市電では、同じ3扉大型ボギー車でも京都市電500形や神戸市電I,J,K車（500形）などはすでに鋼製車に移行していた。確かに1501形は車体こそ木造ではあったが、鉄骨を用いるなどして頑丈に作られていたために、戦後も更新改造を実施して比較的長期間使用されていたほか、足回りに国産品を積極的に使用するなど、これらの車両に比べても決して遜色のない車両であった。

## 戦前・戦中の1501形
1501形は製造後天王寺・都島の両車庫に配属され、南北線（四ツ橋筋）、堺筋線、上本町線などの大阪市電を代表する幹線で運行を開始した。両数は1081形の半分弱ではあったが、後輩の1601形とともに大阪市電の重要幹線の主役として、大阪駅前、阿倍野橋、難波、天満橋、上本町、天神橋といった市内ターミナルでよく見られる車両となった。中でも、1930年代後半の天王寺車庫は1501形と1601形が両形式合わせて100両以上配置されており、2001,2011形が各10両配置されていたほかはすべて大型車で揃えられていた。
また、1941年までに一段下降窓を二段上昇窓に改造して窓天地の寸法を拡大、側面を一見すると1581形以降の車両と似たような雰囲気の車両になった。
太平洋戦争中には輸送力強化のため、全車中央から車端部に向かって左側の座席を撤去する改造を受けた。大阪大空襲では、1501形が所属していた天王寺・都島の両車庫が被災するなどして、全体の3/4に近い58両が被災し、残った車両は22両のみ、特に1501形はたった2両しか残らなかった。
1949年に1531形と合わせて欠番を整理の上で1501~1522へ改番され、861（旧2001）,868（旧2011）の両形式とトレードするような形で全車天王寺車庫に集結した。

## 戦後の1501形
1501形は数こそ激減したものの、鉄骨木造の車体は頑丈でしっかりしていたことから、1001形（旧1081形）のように2501形や2601形への更新改造を受けることなく、木造車のまま継続して使われることとなった。また、戦時中に撤去されていた座席も、他形式同様復元された。そして、1956年から1957年にかけて、他の大型車同様3つある客用扉の内の1つを埋めて前後非対称の2扉車へ改造され、ドアも自動ドアに改造された。その後も天王寺車庫に所属して、3001形をはじめ、同じ大型車の1701、1801形や改造新車の2601形といった同車庫所属の各形式に伍して走り続けていた。
こうして大阪市電最後の木造車として天王寺車庫担当の1・3・4の各系統を中心に運行を続けた1501形ではあったが、1961年10月に東西線が廃止されたことに伴う車両の転配属によって余剰車となり、1962年1月に全車廃車された。しかし、履いていたKS-45L台車は20両分が南海電気鉄道（後の阪堺電気軌道）に売却され、同社の205形に再利用され、同形の低床化に寄与した。